# George Joseph Ryan
George Joseph Ryan (New York, 7 luglio 1872 – New York, 5 ottobre 1949) è stato un pedagogo e educatore statunitense.
George Joseph Ryan nacque a Long Island nel 1872.

Studiò alla Fordham University dove, nel 1925, conseguì un dottorato ad honorem.

Dal 1918 fu membro del Board of Education di New York di cui divenne presidente nel 1922.

Pedagogo ed educatore di chiara fama, egli dedicò gran parte della sua vita ai problemi concernenti l'educazione dei giovani.
Fu l'autore di numerose pubblicazioni sulla riorganizzazione dei sistemi educativi americani.

Istituì le Junior High School, un nuovo tipo di scuole medie inferiori, ora adottate da quasi tutte le città americane, e la "Clinica Psicologica" per lo studio del carattere del fanciullo.

Si dimostrò molto vicino alla lingua ed alla cultura italiana, sostenendo la campagna per la diffusione dell'italiano nelle scuole di New York. Grazie al suo intervento la lingua italiana venne introdotta, come lingua facoltativa, nelle scuole quella città e, durante gli ultimi anni in cui diresse le scuole di New York, il numero di studenti di italiano aumentò considerevolmente. Istituì, inoltre, una nuova scuola diretta media da un professore di origine italiana e frequentata, prevalentemente, da studenti italo-americani.